# Павлова, Лия Иосифовна
Лия Ио́сифовна Па́влова (5 февраля 1935, Баку — 20 июня 2022) — архитектор-художник, профессор архитектуры, кандидат технических наук, профессор Московского государственного строительного университета, член Московского союза художников и Союза архитекторов России.

## Биография
Павлова Лия Иосифовна родилась в Баку в семье инженеров. В 1959 году окончила архитектурный факультет Азербайджанского политехнического института. Училась у таких педагогов как: Микаэль Усейнов, Анатолий Горчаков, Наталия Берг, Гусейн Алекперов.
Окончила аспирантуру и докторантуру по кафедре Архитектуры МИСИ под руководством профессора В. М. Предтеченского.
В 1967 году защитила кандидатскую диссертацию по градостроительству в МИСИ на тему: «Размещение центров тяготения людских потоков» под руководством профессоров В. М. Предтеченского и С. И. Зуховицкого.
В 1990 г. за разработку проекта нового города Аруч в Армении Л. И. Павлова была удостоена стипендии фонда Генриха Белля. В этом проекте обращают внимание оригинальная трактовка основной идеи города и необычная манера подачи изобразительного материала.
В 1994 г. вышла в свет книга Л. И. Павловой «Город. Модели и реальность», в которой она опубликовала свои исследования городского пространства и подходы к его оценке.
В 2008—2009 гг. появилась новая книга «Феномен города», которая обобщила исследования автора по теории города, проблемам сохранения и обновления исторических городов.
Последние годы открыли возможность для реализации интересных проектов, что позволяет архитектору Л. И. Павловой сочетать педагогическую деятельность со строительной практикой.
За время работы на кафедре «Организация строительства и управление недвижимостью» Л. И. Павлова участвовала в издании учебника «Экономика и управление недвижимостью», учебного пособия «Экономика и управление недвижимостью. Примеры, задачи, упражнения» (в двух частях), учебника и практикума «Сервейинг: организация, экспертиза, управление» и др.
Л. И. Павлова является редактором по дизайну международного научно-технического журнала «Недвижимость: экономика, управление» со дня основания издания.
Профессор Павлова Л. И. осуществляет научное руководство магистрантами и аспирантами кафедры, ею подготовлено 8 кандидатов наук. Всего за прошедшие годы издала более 50 научных работ.
Является участником многочисленных художественных выставок в России и за рубежом.
Преподавала рисунок детям в Научном центре сердечно-сосудистой хирургии имени Бакулева. Является председателем попечительского совета благотворительно фонда «Грани таланта».
В декабре 2010 года вместе с партнёрами в Научном центре сердечно-сосудистой хирургии имени Бакулева принимала участие в открытии центра творческой реабилитации — класса для занятий живописью с маленькими пациентами отделения врождённых пороков сердца.
Скончалась 20 июня 2022 года.

## Семья
Муж — Павлов, Леонид Николаевич (архитектор), заслуженный архитектор СССР и РФ.
Дочь — Павлова, Александра Леонидовна, архитектор. 30 сентября 2014 года в Государственном музее архитектуры имени А. В. Щусева прошла памятная выставка «Капля. Посвящение. Лия Павлова — Александре Павловой».
Сын — Павлов Николай Леонидович, профессор МАРХИ.